# David Motiuk
David Motiuk, né le 13 janvier 1962 à Vegreville en Alberta, est l'évêque de l'éparchie catholique ukrainienne d'Edmonton en Alberta.

## Biographie
David Motiuk est né le 13 janvier 1962 à Vegreville en Alberta. Il fut ordonné prêtre le 21 août 1988 au sein de l'éparchie ukrainienne d'Edmonton. Il devint évêque auxiliaire de l'archéparchie de Winnipeg le 5 avril 2002. Il fut consacré évêque le 11 juin 2002 par Lioubomyr Housar avec comme co-consécrateurs Michael Bzdel et Lawrence Huculak. Le 25 janvier 2007, il fut nommé évêque de l'éparchie d'Edmonton. Il fut en poste le 24 mars 2007.